# Rakuten Japan Open Tennis Championships 2017
Rakuten Japan Open Tennis Championships 2017 (japonsky: 2017 年楽天ジャパン・オープン・テニス選手権 [Rakuten džapan ópun tenisu senšuken]) byl tenisový turnaj pořádaný jako součást mužského okruhu ATP World Tour, který se odehrával na otevřených dvorcích s tvrdým povrchem DecoTurf v areálu s centrálním kurtem Ariake Coliseum. Probíhal mezi 2. až 8. říjnem 2017 v japonské metropoli Tokiu jako  čtyřicátý pátý ročník turnaje.
Turnaj s rozpočtem 1 706 175 dolarů patřil do kategorie ATP World Tour 500. Nejvýše nasazeným hráčem ve dvouhře se stal pátý tenista světa Marin Čilić z Chorvatska, jehož v semifinále vyřadil Francouz Adrian Mannarino. Po sedmitýdenním výpadku pro zranění zápěstí se na okruh vrátil Kanaďan Milos Raonic, když v úvodním kole zdolal Viktora Troického. Po výhře upozornil na náročnost okruhu v souvislosti se zdravím hráčů a požadoval změny na tenisové túře. Jako poslední přímý účastník do hlavní singlové soutěže nastoupil tchajwanský 61. hráč žebříčku Lu Jan-sun.
První trofej z kategorie ATP 500 a čtvrtou celkově si z dvouhry odvezl Belgičan David Goffin. Debutovou finálovou účast na okruhu ATP Tour proměnil v deblový titul japonský pár startující na divokou kartu Ben McLachlan a Jasutaka Učijama.

## Distribuce bodů a finančních odměn

### Distribuce bodů
| Soutěž  | vítězové | finalisté | semifinalisté | čtvrtfinalisté | 16 v kole | 32 v kole | Q  | Q2 | Q1 |
| ------- | -------- | --------- | ------------- | -------------- | --------- | --------- | -- | -- | -- |
| dvouhra | 500      | 300       | 180           | 90             | 45        | 0         | 20 | 10 | 0  |
| čtyřhra | 500      | 300       | 180           | 90             | 0         | —         | —  | —  | —  |

### Finanční odměny
| Soutěž                   | vítězové | finalisté | semifinalisté | čtvrtfinalisté | 16 v kole | 32 v kole | Q2     | Q1     |
| ------------------------ | -------- | --------- | ------------- | -------------- | --------- | --------- | ------ | ------ |
| dvouhra                  | $336 900 | $165 170  | $83 110       | $42 265        | $21 950   | $11 575   | $2 560 | $1 310 |
| čtyřhra                  | $101 440 | $49 660   | $24 910       | $12 785        | $6 610    | —         | —      | —      |
| ve čtyřhře částky na pár |          |           |               |                |           |           |        |        |

## Dvouhra

### Nasazení hráčů
| Země                         | Hráč                 | ATP | Nasazení |
| ---------------------------- | -------------------- | --- | -------- |
| Chorvatsko                   | Marin Čilić          | 5.  | 1.       |
| Rakousko                     | Dominic Thiem        | 7.  | 2.       |
| Kanada                       | Milos Raonic         | 11. | 3.       |
| Belgie                       | David Goffin         | 12. | 4.       |
| Jižní Afrika                 | Kevin Anderson       | 15. | 5.       |
| USA                          | Sam Querrey          | 16. | 6.       |
| Španělsko                    | Albert Ramos-Viñolas | 25. | 7.       |
| Argentina                    | Diego Schwartzman    | 29. | 8.       |
| Žebříček ATP k 25. září 2017 |                      |     |          |

### Jiné formy účasti na turnaji
Následující hráči obdrželi divokou kartu do hlavní soutěže:
- Taró Daniel
- Go Soeda
- Jasutaka Učijama

Následující hráč obdržel do hlavní soutěže zvláštní výjimku:
- Alexandr Dolgopolov

Následující hráči postoupili z kvalifikace:
- Matthew Ebden
- Franko Škugor
- Jusuke Takahaši
- Stefanos Tsitsipas

### Odhlášení
před začátkem turnaje
- Čong Hjon → nahradil jej  Donald Young
- Gaël Monfils → nahradil jej  Jiří Veselý
- Gilles Müller → nahradil jej  Daniil Medveděv

### Skrečování
- Benoît Paire (vyčerpání)[2]

## Čtyřhra

### Nasazení párů
| Země                                                                                  | Hráč             | Země        | Hráč          | ATP | Nasazení |
| ------------------------------------------------------------------------------------- | ---------------- | ----------- | ------------- | --- | -------- |
| Jižní Afrika                                                                          | Raven Klaasen    | USA         | Rajeev Ram    | 33. | 1.       |
| USA                                                                                   | Ryan Harrison    | Nový Zéland | Michael Venus | 40. | 2.       |
| Španělsko                                                                             | Feliciano López  | Španělsko   | Marc López    | 41. | 3.       |
| Polsko                                                                                | Marcin Matkowski | Pákistán    | Ajsám Kúreší  | 62. | 4.       |
| Žebříček ATP k 25. září 2017; číslo je součtem žebříčkového postavení obou členů páru |                  |             |               |     |          |

### Jiné formy účasti
Následující páry obdržely divokou kartu do hlavní soutěže:
- Tošihide Macui /  Júiči Sugita
- Ben McLachlan /  Jasutaka Učijama

Následující pár postoupil do hlavní soutěže z kvalifikace:
- Treat Conrad Huey /  Adil Shamasdin

## Přehled finále

### Mužská dvouhra
- David Goffin vs.  Adrian Mannarino, 6–3, 7–5

### Mužská čtyřhra
- Ben McLachlan /  Jasutaka Učijama vs.  Jamie Murray /  Bruno Soares, 6–4, 7–6(7–1)